# Eberhard Doege
Eberhard Ewald Alfred Doege (* 18. August 1910 in Kulm; † 20. Juni 1999 in Tübingen) war ein deutscher Jurist und Politiker.

## Leben
Als Sohn eines Regierungsbauinspektors und Amtsrats geboren, studierte Doege nach dem Besuch der Realschule in Kulm, dem Reformgymnasium in Ortelsburg und der Oberrealschule in Oppeln Rechtswissenschaften in Halle und Berlin. Während seines Studiums wurde er 1929 Mitglied der Burschenschaft Germania Halle. 1930 bis 1932 gehörte er dem Stahlhelm und dem NS-Rechtswahrerbund an. 1933 bis 1934 war er als Rottenführer Mitglied der Sturmabteilung, später 1942 war er SA-Sturmführer; er war Rechtsberater der Standarte 18 Berlin-Schöneberg. 1933 nahm er am Reichsparteitag teil und trat zum 1. April desselben Jahres der NSDAP bei (Mitgliedsnummer 1.772.623).
Nach seinen Examina 1933 und 1938 war er als Assessor und Hauptreferent für Gnadensachen der Kanzlei Hitlers tätig und war ab 1939 Reichshilfsstellenleiter der NSDAP in der Kanzlei Hitlers. Am Zweiten Weltkrieg nahm er 1939 bis 1940 als Leutnant der Reserve teil. 1941 wurde er Regierungsrat im Reichsministerium des Innern. Er wirkte dann von 1943 bis 1945 als Landrat im Landkreis Mogilno. 1945 bis 1953 befand er sich in Kriegsgefangenschaft. Nach der Entlassung wurde er Mitglied der CDU und war beim Landratsamt Osterode am Harz und beim Landratsamt in Freudenstadt tätig. 1959 wurde er Oberregierungsrat und im Juli 1960 Erster Bürgermeister von Tübingen, wo er nach acht Jahren für eine weitere Amtszeit von zwölf Jahren bestätigt wurde. Altersbedingt endete diese am 30. April 1974. Am 4. Mai übergab er sein Amt feierlich an seinen Nachfolger Albrecht Kroymann und erhliet als Anerkennung seiner Arbeit die Bürgermedaille. 1961 wurde er Ehrenmitglied der Straßburger Burschenschaft Arminia zu Tübingen.

## Ehrungen
- Eisernes Kreuz, II. Klasse
- Deutsches Reitabzeichen in Bronze